# 東藻琴村営軌道
東藻琴村営軌道（ひがしもことそんえいきどう）とは、北海道網走支庁管内の網走市から網走郡東藻琴村にかけて存在した軌道路線である。正式名称は北海道庁殖民軌道藻琴線（ほっかいどうちょうしょくみんきどうもことせん）および北海道簡易軌道藻琴線（ほっかいどうかんいきどうもことせん）で、戦前から戦後にかけて北海道で多く見られた殖民軌道・簡易軌道の一つ。1965年（昭和40年）までに全線廃止されている。

## 概要

### 戦前・戦中
大正の末期に、東藻琴 - 藻琴間において蒸気機関による軌道敷設誘致を目的とした藻琴軌道が設立された。網走町の賛同も得て、衆議院議員の口添えで北海道拓殖計画に提出されたものの、この時は北見拓殖鉄道が採択され、こちらは同種計画として見送りとなった。
昭和初期になり、奥地まで開拓が進展するに連れて物資流通量の増加や住民からの要望が一段と高まった。これを受け網走町を中心に再度誘致運動を展開。北海道庁や国の関係各所へ陳情を重ねた結果、1934年（昭和9年）にようやく認可となった。事業は北海道庁直営であったが、便宜上、沿線住民すべてを組合員とする北海道庁殖民軌道藻琴線運行組合を組織。事務所を網走町役場内に置き、地元での手配や北海道との連絡にあたった。敷地は沿線住民からの寄付で賄い、施設などは用途廃止となった路線のものをそのまま転用。当初は馬車鉄道で計画されたが、ガソリン機関車を他線から転用できる見込みがたったため計画変更し、同年のうちに着工した。工事は順調に進み、1935年（昭和10年）10月11日に第一期工事区間として藻琴 - 東藻琴間が竣工、同日より営業を開始した。当初の運営費として北海道拓殖銀行から借り入れを受けたが、安定した運賃収入があったため1年後には償還ができている。混合列車ではあったものの、当時は木材やテンサイなどの貨物輸送に重点が置かれ旅客は便乗の形であった。10人乗りの小型客車が連結されたがそれだけでは足りず、歩くよりは楽だと貨車や荷物の上にまで人が乗る状態で、乗車券には「乗車中に起きた事故は責任を持ちません」と書かれた。
開拓がさらに奥へ進み、1936年（昭和11年）には第二期工事区間となる東藻琴 - 山園間の建設が正式に決定、翌1937年（昭和12年）に着工した。工事中に日中戦争が勃発し、物資不足が心配されたものの幸いにして影響は無く、同年中に末広まで、1938年（昭和13年）に山園までが竣工。藻琴線25.422kmが全通し、盛大に祝賀会が開催された。経営は順調に進み、施設の充実を図るため他線から機関庫、修理工場、倉庫を転用するなどされたものの、太平洋戦争が進むにつれてガソリンの入手が困難となり、職員が奔走して確保したもののそれも不可能となり、木炭を焚いたり蒸気機関車を転用するなどして、辛うじて運行を続ける状況となった。
網走町は1940年（昭和15年）12月に藻琴 - 川湯間の鉄道敷設を請願した。山園まではすでに軌道が運行されていたが、殖民軌道であることによる輸送能力や速度といった不利不便の解消、藻琴山山麓までのさらなる開発促進、釧網本線より約30km短縮することによる国防上の重要性などを強力に訴え、1941年（昭和16年）3月25日には衆議院での採択にまでこぎつけたが、超非常時となったため実現できぬまま立ち消えとなった。

### 戦後
戦後、1947年（昭和22年）に網走町が市制を施行し網走市となったが、現在の東藻琴地区に当たる新栗履地区などは網走市とはならず東藻琴村として分離独立した。運行組合は市制施行・分離と同時に東藻琴村管理となった。この頃にはバス事業の網走支庁管内戦時統合先となっていた北見バス（現在の北海道北見バス）の独占体制が崩れていた。村でも軌道事業の客貨分離を行うこととし、北見バスより運行権利と車両1台を買収してバス事業を開始した。
緊急開拓事業により東洋地区の開拓が決まると、これに伴う森林資源の搬出が必要となったことから東洋沢支線の建設が行われることとなった。福山を分岐点として1949年（昭和24年）7月に着工。同年12月18日に竣工し東洋小学校にて開通式を挙行。午前11時にパルプ用材30tを積んだ一番列車が出発した。
1950年（昭和25年）には経営上の理由からバス事業を分離することとなり、村と運行組合の出資を中心として東藻琴交通が設立された。併せて軌道の運行も組合からの委託を受けて担うことになったが、網走バスとの合併話が取り沙汰されるようになり、第三セクター的な機構では発展に限界があることから、1959年（昭和34年）に網走交通に改組し完全民営化への布石とした。
開拓が進展したことなどから、1953年（昭和28年）10月5日に北海道簡易軌道藻琴線への改称と同時に事業の運営管理は東藻琴村に委託されることになった。藻琴線においてはかねてから運行組合を組織するなど実質地元運営であったため、村としての対応は運輸事業特別会計を創設した程度であり、引き続き藻琴線運行組合、東藻琴交通が運営にあたった。移管後は、貨物輸送の円滑化には国鉄との連絡運輸が必要であるとの認識から軌道法の特許を取得したものの放置された。
1955年（昭和30年）代に入り、村や網走開発建設部によって軌条や枕木交換などの改良工事が行われたが、この頃からトラック輸送に圧され、藻琴 - 東藻琴間と東洋沢支線は使われない状態となっていた。1961年（昭和36年）に網走開発建設部より、北海道道と並行していることから自動車輸送で円滑に行えることや、東洋沢支線の必要性の薄さから経済効果が非常に低いことを理由に、廃止を前提とした改良工事の打ち切り通告を受けた。これに対し村では、藻琴 - 東藻琴間は北海道道の改良と引き換えに廃止を認めることと、東洋沢支線は山園から延長する形に振り替えることを申し出たが、藻琴 - 東藻琴間の北海道道は状態が良好であることと、東洋沢支線は数年来運行した形跡が無いことから、北海道より無条件廃止を勧告された。村ではこれに沿う形で、同年度中に藻琴 - 東藻琴間の借用廃止を申請。東洋沢支線は1962年（昭和37年）に北海道告示により廃止が発表され軌条が撤去された。東藻琴 - 山園間は道路状況が悪かったため廃止を免れている。
その後は東藻琴 - 山園間においても道路整備が進み、トラック輸送が開始されたために軌道利用が急減し経営が困難となった。村議会では1965年（昭和40年）に廃止を決議、同年7月までに使用を止め、同年9月をもって正式に廃止。東藻琴における30年間の軌道輸送の歴史に幕を降ろした。
なお、バス事業に関しては「網走観光交通」を参照されたい。

### 年表
- 1935年（昭和10年）10月11日 藻琴 - 東藻琴間開通[4]
- 1937年（昭和12年）10月9日 東藻琴 - 末広間開通[5]
- 1938年（昭和13年）5月1日 末広 - 山園間開通により藻琴線全通
- 1949年（昭和24年）12月18日 東洋沢支線開通
- 1953年（昭和28年）
  - 5月25日 北海道簡易軌道藻琴線として村が運営を受託
- 1954年（昭和29年）9月10日 軌道敷設特許[6]
- 1961年（昭和36年）
  - 5月16日 北海道より藻琴 - 東藻琴間と東洋沢支線の無条件廃止勧告を受ける
  - 10月5日 藻琴 - 東藻琴間廃止[7]
- 1962年（昭和37年）8月16日 東洋沢支線廃止[8]
- 1965年（昭和40年）
  - 3月17日 村議会で軌道事業の廃止を決議
  - 9月25日 東藻琴 - 山園間の廃止により全線廃止[9]

## 路線データ
- 区間（営業キロ）：32.902km
  - 藻琴線：25.422km
  - 東洋沢支線：7.48km
- 停留所数：16（起終点を含む）
- 軌間：762mm
- 橋梁数：13
- 踏切数：169
- 施設：
  - 事務所・倉庫（藻琴、東藻琴、山園）
  - 保線詰所（東藻琴、福山、山園）
  - 機関庫・修理工場（東藻琴）
  - 社宅（東藻琴、福山、東洋）
  - その他停留所は停留所一覧参照

## 車両
1953年（昭和28年）10月5日現在

### 機関車
- ディーゼル車：1両（8t, 1953年 酒井工作所製）
- ガソリン車：2両
- ラッセル車：1両

### 貨車

#### 有蓋車
- 8t車：1両

#### 無蓋車
- 6t車：7両
- 4t車：15両
- 3t車：15両（木材専用）
- 2t車：2両
- 1t車：26両

### 客車
- 1両

### 事業用車
- 保線用トロッコ：3両

## 停留所一覧
藻琴線
藻琴（もこと） - 沼ノ上（ぬまのかみ） - 昭和（しょうわ） - 山里（やまさと） - 豊栄（とよさか） - 旭（あさひ） - 稲富（いなとみ） - 境（さかい） - 西倉（にしくら） - 東藻琴（ひがしもこと） - 上東（かみとう） - 宮前（みやのまえ） - 末広（すえひろ） - 福山（ふくやま） - 山園（やまぞの）
東洋沢支線
福山（ふくやま） - 東洋（とうよう）
網走市と東藻琴村の分離後では、藻琴 - 稲富は網走市、西倉 - 山園と東洋は東藻琴村、境は網走市・東藻琴村境界付近に所在。
客貨分離時には、東洋を除く各駅に対応するバス停留所が設置されている。

## 廃止後の状況
農地などに転用されており、廃止から40年以上経過した現在では遺構を見付けるのは非常に難しい状況である。東藻琴 - 山園間のバス路線は2009年（平成21年）4月1日に廃止されている。